# Graben (Bavorsko)
Graben je obec v německé spolkové zemi Bavorsko, v zemském okrese Augsburg ve vládním obvodu Švábsko.
V roce 2014 zde žilo 3 767 obyvatel.

## Poloha
Sousední obce jsou: Großaitingen, Kleinaitingen, Schwabmünchen a Untermeitingen.